# Nová Ves u Nového Města na Moravě
Pour les articles homonymes, voir Nová Ves.
Nová Ves u Nového Města na Moravě (en allemand : Neudorf) est une commune du district de Žďár nad Sázavou, dans la région de Vysočina, en Tchéquie. Sa population s'élevait à 648 habitants en 2020.

## Géographie
Nová Ves u Nového Města na Moravě se trouve à 2,3 km à l'ouest-nord-ouest du centre de Nové Město na Moravě, à 11 km à l'est-sud-est de Žďár nad Sázavou, à 39 km au sud-sud-est de Jihlava et à 134 km au sud-est de Prague.
La commune est limitée par Nové Město na Moravě à l'ouest et au nord, par Křídla à l'est, par Dlouhé au sud-est, et par Radešínská Svratka et Řečice au sud.

## Histoire
La première mention écrite de la localité date de 1412.

## Transports
Par la route, Nová Ves u Nového Města na Moravě se trouve à 3 km de Nové Město na Moravě, à 13 km de Žďár nad Sázavou, à 49 km de Jihlava et à 169 km de Prague.